# The Human Demands
The Human Demands — п'ятий студійний альбом шотландської співачки й авторки пісень Емі Макдональд, який вийшов 30 жовтня 2020 року. Альбом включає популярні сингли «The Hudson», «Crazy Shade of Blue» і «Fire».

## Трек-лист
| Номер | Назва                      | Автор                                         | Продюсер                 | Тривалість | Акустична версія у виданні Deluxe edition (номер трека) |
| ----- | -------------------------- | --------------------------------------------- | ------------------------ | ---------- | ------------------------------------------------------- |
| 1.    | «Fire»                     | Емі Макдональд, Метт Джонс (Matt Jones)       | Джим Еббісс (Jim Abbiss) | 4:15       | так (13)                                                |
| 2.    | «Statues»                  | Макдональд, Том Кіркпатрік (Thom Kirkpatrick) | Джим Еббісс (Jim Abbiss) | 3:46       | так (14)                                                |
| 3.    | «Crazy Shade of Blue»      | Макдональд, Джонс                             | Джим Еббісс (Jim Abbiss) | 4:13       |                                                         |
| 4.    | «The Hudson»               | Макдональд, Джонс                             | Джим Еббісс (Jim Abbiss) | 5:00       | так (12)                                                |
| 5.    | «The Human Demands»        | Макдональд, Джонс                             | Джим Еббісс (Jim Abbiss) | 3:53       | так (16)                                                |
| 6.    | «We Could Be So Much More» | Макдональд, Джонс                             | Джим Еббісс (Jim Abbiss) | 3:57       | так (15)                                                |
| 7.    | «Young Fire, Old Flame»    | Макдональд, James Sims                        | Джим Еббісс (Jim Abbiss) | 3:44       |                                                         |
| 8.    | «Bridges»                  | Макдональд, Джонс                             | Джим Еббісс (Jim Abbiss) | 3:59       | так (11)                                                |
| 9.    | «Strong Again»             | Макдональд, Кіркпатрік                        | Джим Еббісс (Jim Abbiss) | 4:08       |                                                         |
| 10.   | «Something in Nothing»     | Макдональд, Гордон Тернер (Gordon Turner)     | Джим Еббісс (Jim Abbiss) | 3:39       |                                                         |